# Hov1
 (juillet 2024).
Hov1 est un groupe de hip hop suédois composé de Noel Flike, Ludwig Kronstrand, Dante Lindhe et Axel Liljefors Jansson. 
Le groupe est actif depuis 2015, année de la sortie de son premier single Hur Kan Du Säga Saker?.

## Membres
Le groupe est composé de quatre membres, dont trois chanteurs et rappeurs, et un producteur. Les textes des chansons sont écrits en commun. 

### Noel Flike
Noel Johan Ossian Flike est né le 13 mai 1997 à Stockholm. Il rappe et chante dans le groupe. Il a d'abord eu un podcast avec Zara Larsson nommé Den fantastiska resan (Le voyage fantastique), puis Noel Flike et Ludwig Kronstrand ont eu un podcast ensemble sous le nom de Riddarna med brustna hjärtan (Les chevaliers au cœurs brisés). Les deux podcasts sont terminés.

### Ludwig Kronstrand
Ludwig Per Johan Kronstrand est né le 29 juin 1997 à Stockholm. Ancien petit ami de l'artiste suédoise Zara Larsson, il rappe et chante dans le groupe. 

### Dante Lindhe
Dante Sebastian Lindhe est né le 10 janvier 1996 à Stockholm. Il rappe et chante dans le groupe. Il est le membre le plus âgé et a grandi à Orminge avec sa mère, victime d'un accident vasculaire cérébral. Quand Dante avait huit ans, son père, le cascadeur Dan Lindhe, est décédé. 

### Axel Liljefors Jansson
Axel William Liljefors Jansson, né le 29 août 1997 à Stockholm, est le producteur du groupe. Il a produit la majorité des chansons du groupe. Axel a grandi à Nacka. 

## Discographie
| Ans  | Titre                                          | Liste Pos,.      | Information           |
| Ans  | Titre                                          | SWE              | Information           |
| ---- | ---------------------------------------------- | ---------------- | --------------------- |
| 2017 | Hov1                                           | 1 (108 semaines) | Sortie: 28 avril 2017 |
| 2018 | Gudarna på Västerbron (Les dieux à Västerbron) | 1 (56 semaines)  | Sortie: 6 avril 2018  |
| 2019 | Vindar på Mars (Vents sur mars)                | 1 (... semaines) | Sortie: 17 mai 2019   |